# Basie Land
Basie Land est un album de Count Basie avec son big band sorti en 1964.

## Description
Régulièrement, Count Basie fait appel à un talent externe à l’orchestre qui apporte ses compositions et ses arrangements le temps d’un ou plusieurs albums. L'album Basie Land voit la collaboration avec Billy Byers durant les 10 titres qui démontrent l’énergie et le swing légendaire du big band de Basie.

## Pistes
Toutes les morceaux sont composés et arrangés par Billy Byers
1. Basie Land (2:16)
2. Big Brother (3:43)
3. Count Me In (4:32)
4. Wanderlust (2:38)
5. Instant Blues (4:54)
6. Rabble Rouser (3:08)
7. Sassy (3:21)
8. Gymnastics (2:29)
9. Yuriko (4:13)
10. Doodle-oodle (3:16)

## Musiciens
- Count Basie - Piano
- Al Aarons - Trompette
- Sonny Cohn - Trompette
- Don Rader -Trompette
- Snooky Young – Trompette
- Fip Richard - Trompette
- Henry Coker - Trombone
- Urbie Green - Trombone
- Grover Mitchell - Trombone
- Benny Powell - Trombone
- Marshall Royal - Clarinette, saxophone alto
- Frank Foster - Flûte, saxophones alto et ténor
- Frank Wess – Saxophones alto  et ténor
- Charlie Fowlkes – Saxophone baryton
- Freddie Green - Guitare
- Buddy Catlett - Contrebasse
- Sonny Payne - Batterie
- Billy Byers - arrangeur, chef d’orchestre